# بريت موريس
بريت موريس (بالإنجليزية: Brett Morris)‏ هو لاعب دوري الرغبي أسترالي، ولد في 23 أغسطس 1986 في Kiama, New South Wales ‏ في أستراليا.